# Parc national Corcovado (Chili)
Pour les articles homonymes, voir Corcovado.
Ne doit pas être confondu avec Parc national Corcovado (Costa Rica).
Le parc national Corcovado est un parc national situé dans la région des Lacs au Chili. Créé en 2005, il est l'un des plus récents parcs nationaux du Chili. Il est administré par la Corporación Nacional Forestal (CONAF).
Le volcan Corcovado qui culmine à 2 300 m, fait partie du parc.

## Histoire

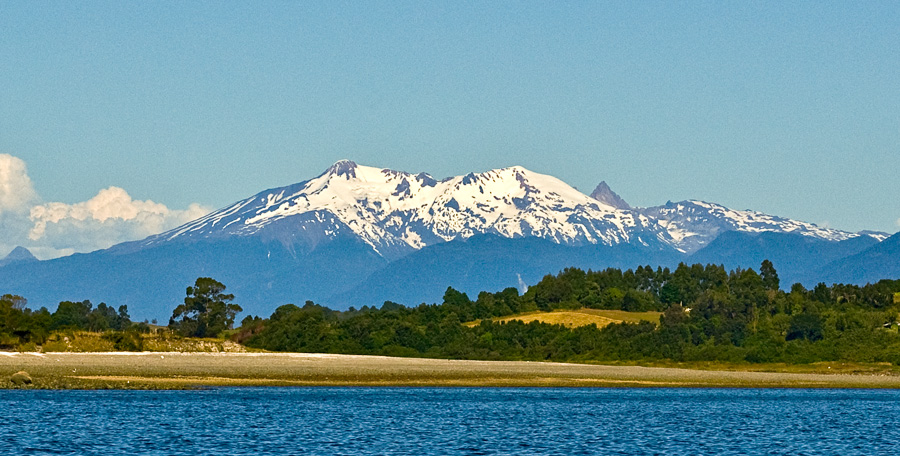
Le volcan Yate vu depuis l'île Huar.

Le parc national Corcovado est le résultat d'un partenariat public/privé innovant, ayant pour objectif la conservation de la nature. Alors qu'une grande partie du territoire du parc appartenait auparavant à l'État fédéral, et était géré par les Forces armées du Chili, l'achat — en 1994 — d'une parcelle-clé de 840 km2 par le Conservation Land Trust et le philanthrope américain Peter Buckley a été le déclencheur pour transformer cette région en un parc national. En 2002, Douglas Tompkins, le fondateur du Conservation Land Trust approche, via un intermédiaire, le président du Chili Ricardo Lagos avec une proposition : si les terrains privés situés autour du Corcovado étaient offerts au peuple du Chili, est-ce que le gouvernement contribuerait à l'effort en adjoignant le terrain détenu par l'État pour créer un parc national? Le territoire militaire n'étant pas indispensable à la défense nationale, le président Lagos et le général Juan Emilio Cheyre, le militaire le plus gradé du pays à l'époque, valident cette idée. Le parc national Corcovado, le quatrième du pays par sa superficie, est formellement créé par le président Lagos le 7 janvier 2005.

## Géographie et nature
L'aire naturelle protégée couvre environ 2 940 km2, elle comporte 82 lacs dont plusieurs sont entourés d'anciennes forêts peuplées de pumas. Le parc abrite une biodiversité significative : 18 espèces de mammifères, 64 espèces d'oiseaux et 133 espèces de plantes. Les estuaires saumâtres ou les fleuves Corcovado et Tic Toc se rejoignent pour former la baie du Corcovado constituent un habitat exceptionnel pour la faune. D'immense colonies de limicoles peuplent les plages. Parmi les mammifères marins, les phoques et éléphants de mer, prospèrent dans la baie, qui est une zone d'alevinage cruciale pour les baleines bleues. La baie, autrefois repaire de pirates, est désormais en passe de devenir le premier sanctuaire marin du Chili, assurant une continuité de la protection de la faune du fond de l'océan au sommet des montagnes.

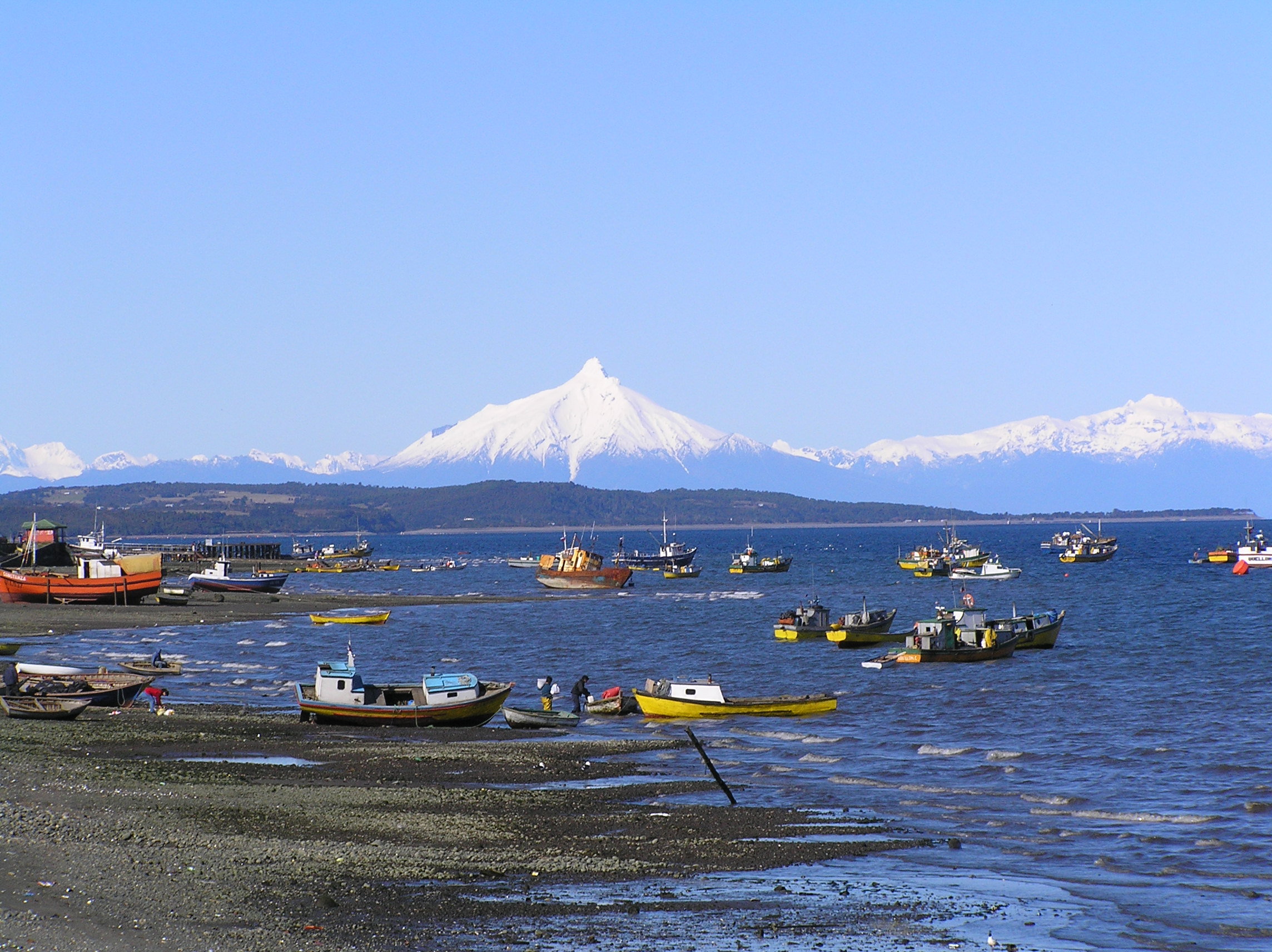
Le parc vu depuis Quellón